# José Amoroso Filho
José Amoroso Filho (Rio de Janeiro, 19 september 1937) is een voormalig Braziliaans voetballer, beter bekend onder zijn spelersnaam Amoroso. 

## Biografie
Amoroso begon zijn carrière bij Botafogo, waarmee hij in 1961 en 1962 het Campeonato Carioca won. In 1964 trok hij naar Fluminense, waarmee hij ook de staatscompetitie won en in 1964 en 1965 topschutter van de competitie werd. In 1968 ging hij naar Remo en won daar dat seizoen nog het Campeonato Paraense mee. 
Hij is de oom van Márcio Amoroso, ook een ex-profvoetballer. 